# Astillé
Astillé ist eine französische Gemeinde mit 887 Einwohnern (Stand: 1. Januar 2022) im Département Mayenne in der Region Pays de la Loire; sie gehört zum Arrondissement Château-Gontier (bis 2017: Arrondissement Laval) und zum Kanton Cossé-le-Vivien. Die Einwohner werden Astilléens genannt.

## Geographie
Astillé liegt etwa fünf Kilometer südlich des Stadtzentrums von Laval am Fluss Mayenne. Umgeben wird Astillé von den Nachbargemeinden Laval im Norden und Nordosten, Entrammes im Osten und Südosten, Nuillé-sur-Vicoin im Süden und Südwesten sowie Montigné-le-Brillant im Westen.

## Bevölkerungsentwicklung
| Jahr                       | 1962 | 1968 | 1975 | 1982 | 1990 | 1999 | 2006 | 2019 |
| Einwohner                  | 539  | 488  | 469  | 506  | 521  | 547  | 695  | 879  |
| Quellen: Cassini und INSEE |      |      |      |      |      |      |      |      |

## Sehenswürdigkeiten

Kirche Saint-Étienne

- Kirche Saint-Étienne
- Schloss La Bréhonnière
- Schloss La Ragottière